# Negai☆″
Negai☆″（ねがい）は創価大学の超小型人工衛星CubeSat。2010年5月21日に、金星探査機あかつきの相乗り衛星としてH-IIAロケットにより打ち上げられたCubeSat。

## 概要
Negai☆″は打ち上げ約20日後に大気圏再突入し燃え尽きることが確定しており、衛星を流れ星に見立てたメインミッション「子どもの夢、応援プロジェクト」が行われた。このミッションでは、赤ちゃんの名前と子どもの将来の夢を事前に募集し、マイクロフィルム化したものを衛星に搭載した。
内部にはFPGAを用いた回路を搭載し、回路の小型化技術および冗長性を実証した。
また、大気圏再突入までの20日間に地球の静止画像を取得し、地球が写っている部分を切り出してJPEG圧縮したものを地上に送ることを計画した。
受信には創価大学・八丈島・石垣島の3つの受信局を用意した。

## 打ち上げと運用
金星探査機「あかつき」の相乗り衛星としてNegai☆″を載せたH-IIAロケット17号機は当初、2010年5月18日6時44分14秒（JST）に打ち上げを予定していたが、天候不順のため延期され、3日後の21日6時58分22秒（JST）に打ち上げられた。
通信にはアマチュア無線帯が使用され、地上局で電波の受信に成功。その後パケットロスがあったものの、画像の取得には成功した。しかし、計画していた地球の撮影自体は出来なかった。
衛星は当初の予定である約20日を越えても軌道に留まり続けたが、6月19日を最後に電波を受信出来なくなり、創価大などの地上局は2010年6月24日に衛星の運用を終了した。6月26日ごろ大気圏に再突入し、消滅したと見られている。